# Fernand Hamelet
Fernand Hamelet (25 août 1884 à Rouen-25 janvier 1955 à Rouen) est un architecte français.

## Biographie
Fernand Bernard Hamelet naît le 25 août 1884 au no 27 rue Socrate à Rouen, fils de Jules Albert, comptable et de Marie Félicité Warnault.
Affecté au service auxilaire, il est mobilisé le 19 janvier 1915 jusqu'au 19 novembre suivant et réformé pour bacillose le 6 octobre 1916. 
Il épouse le 19 novembre 1919 à Rouen Germaine Marie Louise Amandine Poyer.
Architecte diplômé de l'École Nationale des Arts Décoratifs, il enseigne à l'école régionale des Beaux-Arts de Rouen de 1918 à 1939.
Il participe en 1925 à l'exposition des Arts Décoratifs avec le projet d'une maison bourgeoise.
Il est agréé après la Seconde Guerre mondiale comme architecte de la Reconstruction.
Fernand Hamelet est également peintre. Il expose à la Galerie Écalle, 3 rue du Faubourg-Saint-Honoré et à la galerie Charpentier en 1936. Nombre de ses œuvres ont été détruites dans l'incendie de sa maison, lors d'un bombardement en 1944.
Il vit le 27 septembre 1907 rue Monge à Paris, au no 20bis place Saint-Amand à Rouen puis, à partir de 1921, au no 48 rue Ganterie à Rouen.
Il meurt le 25 janvier 1955 à Rouen.

## Réalisations
- maison, 41 rue Thomas-Dubosc à Rouen
- pharmacie, rond-point des Bruyères au Petit-Quevilly
- monument aux morts à Bois-Guillaume - 1921
- monument à Albert Sorel à Honfleur - 1922
- monument funéraire de la famille Leng-Verte, cimetière du Père-Lachaise à Paris
- pharmacie du Centre, place de la Cathédrale à Rouen - 1925[2], RDC détruit en 1963
- bureaux de la Mutuelle Coopérative de Pharmacie de Rouen (MCPR), à l'angle de la rue des Augustins et de la rue des Maillots-Sarrazin à Rouen - 1925
- maison bourgeoise pour l'exposition des Arts décoratifs à Paris - 1925
- magasin Colette, 32 rue Grand-Pont à Rouen - 1926, détruit[3]
- halle au poisson en gros, île du Pollet à Dieppe - 1926, détruit en 1962
- bureau de poste, île du Pollet à Dieppe - 1927-1929
- maison, 11 bis rue Dieutre à Rouen - 1929-1930
- remontage d'une façade du logis des abbesses de Saint-Amand, 69 rue du Gros-Horloge à Rouen - 1929, détruit le 19 avril 1944
- immeuble de la Compagnie Centrale d'Énergie Électrique, rue de la Champmeslé à Rouen - 1930
- immeuble Dormoy, boulevard Saint-Martin à Paris - 1932-1933
- centrale EDF de Dieppedalle, quai de Danemark à Canteleu - 1949
- siège d'EDF-GDF, à l'angle de la rue aux Ours et de la rue de la Champmeslé - 1950, détruit en 1998